# 花花小梅
《花花小梅》（花やか梅ちゃん）是師走冬子的四格漫畫作品。自2003年7月號開始在連載至2006年9月號（最終號），雜誌停刊後轉移到連載，自2006年10月號連載至2008年8月號。
當初在決定作品名稱時花了好幾天，想了很多提案，困擾到最後作者受不了了，想乾脆隨便取個「花店漫畫」之類的名字時，接到責任編輯的電話而決定接受編輯的提案。
作品名中的，也能夠暗指與。

## 作品簡介
春卷梅是花店「鈴蘭」充滿元氣的看板娘。某天，沒用的上班族桐山勇悟中暑來到花店要水喝時遇見小梅。小梅喜歡勇悟，卻因為雙方個性的關係而沒有很大進展……
本作描寫個性溫吞的母親櫻、可靠過頭的妹妹小桃和小梅與勇悟等人愉快的日子。

## 登場人物
春卷 梅
「鈴蘭」的看板娘。個性活潑，擁有豐富的花卉知識。1月1日生。
缺乏美感細胞，做出來的花束十分詭異，無法作為商品販售。
編織物外型看起來不錯，但花樣十分怪異。料理味道好吃但外表完全不行。
已經26歲，看起來卻像中學生。和母親櫻兩人從十年前開始外表就沒改變過，勇悟懷疑「難道這個家庭時間停止了嗎？」。
力氣大，能輕鬆的搬運四袋堆肥。
對味道敏感，能說中桐山從桂花樹下走過或吃過麵等等。
喝醉酒會不斷的念著花的名字。
不用洗髮精，而用薰衣草肥皂洗頭。
親生母親很早就過世了，之後父親和櫻再婚，故兩人間沒有血緣關係。
把父親的遺物鈴蘭的裝飾花送給剛認識的桐山（一見鍾情）。
在聖誕節時送給桐山寫著「金」字的毛線衫。
鈴蘭開店後便一直在店裡幫忙，到桐山邀請他看電影之前都沒去過電影院。
有時候會用大隻的熊布偶代替抱枕抱著睡覺。
桐山 勇悟
外表美型，但工作（普通公司的業務）完全不行的沒用上班族。工作績效差而一直很窮。常被討債的人追著跑。
在出差時中暑，跑到鈴蘭要水而遇見小梅。
突然被小梅取了這個綽號。
小梅知道他很窮後，邀請他在鈴蘭打工，他也接受了。時薪剛開始是每小時30元，後來因為對小桃頂嘴的關係被減薪10元，後來靠著小梅和櫻的求情增加到120元。
隨著打工時的相處，漸漸喜歡上小梅。
21歲，卻比小梅更像大人。小桃說她「一副老臉」。
比起花，還比較了解蟲的名字。
和小桃關係不好，叫小桃「小不點」（有時候是超級小不點或可惡的小不點）。
在小梅生日隔天才知道這件事，而把自己綁頭髮用的緞帶送給小梅（連緞帶都是用來綁聖誕節蛋糕的盒子上拆下來的）。
把緞帶送出去後，有一陣子用橡皮圈綁，現在則改回緞帶。
知道小梅家族的事情後，有一個月左右沒去鈴蘭，後來聽到加薪的話題而再度出現。
生日為5月1日（誕生花為鈴蘭）。
春卷 桃
小梅同父異母的妹妹。是個守財奴。
一手挑起鈴蘭的經營，十分可靠，卻因為沒有金錢感覺的母親與沒有美感的姊姊感到十分困擾。
幾乎沒有花的知識。
討厭窮人並敵視桐山。稱呼桐山為「雜碎男」。
講到金錢話題時會突然戴上眼鏡。
認為上理髮院很浪費，頭髮長長後會叫小梅幫他用花剪剪掉。
用紅包買股票，喜歡新鈔的香味。
睡覺時會抱著塞有薰衣草香包的小熊布偶。布偶是小梅在生日時收到的禮物，後來轉送給小桃。
春卷 櫻
小梅的繼母，小桃的母親。不擅長料理。
缺乏金錢概念，散發出未亡人氣息，年齡不明，但十年前起外表便沒有改變，由於外表年輕貌美，常收到客人的禮物（也有客人將剛買來的花送給她，回到店裡後會再度被拿來賣）。
幾乎不了解花的種類，常賣給客人和需求完全不同的花，但客人都會愉快的離開。
連常客的名字都不記得。
在遇到已故丈夫桐至前，過著比勇悟還要混亂的生活，遇到桐至和小桃後慢慢變成現在的模樣。
柳
本名為桐山四郎。鈴蘭的競爭對手「Neo Marica」的店長，喜歡小梅的有錢型男。
以假名自稱，實際上是勇悟的哥哥。由於外表改變很大，連勇悟都認不出來。
和弟弟不一樣，是能夠適應社會的人物。
桐山 光二
勇悟、四郎的哥哥，擔任小兒科醫生。和四郎一樣是在工作與私人時間都很優秀的人物，卻因為醫生的職業意識過剩，在路上看到小孩子便會懷疑他是不是有生病而突然將小孩的衣服往上拉，受到很多誤解，弟弟們常擔心他被警察抓走。
柊部長
桐山的上司，在公司內被稱作鬼部長。
喜歡花，常光顧鈴蘭。
部下的桐山是重要恩人的弟弟。
春卷 桐至
小梅和小桃的父親，已故。成立花店「鈴蘭」的人。
在公園內遇到空腹倒在路邊的櫻，後來和櫻結婚。
氣質似乎和桐山很像。
在小桃出生前便去世了。

## 主要舞台
鈴蘭
花店，桐至在和櫻結婚後開張。
店名的由來是「希望家族能像玲蘭一樣幸福的一起生活」。
和春卷家連接，店面內部是小梅等人的生活空間。
客廳裡面也佈滿花。在櫃子上種著鈴蘭，旁邊擺著俄羅斯套娃。

## 出版書籍
雙葉社以「Action Comics系列」的名義出版。第一集是作者在雙葉社出版的第一本單行本。
- 第1集（2005年8月12日發售[1]） ISBN 4-575-93955-2
- 第2集（2007年7月12日發售[2]） ISBN 4-575-94107-7
- 第3集（2008年10月11日發售[3]） ISBN 978-4-575-94193-7